# Grancassa

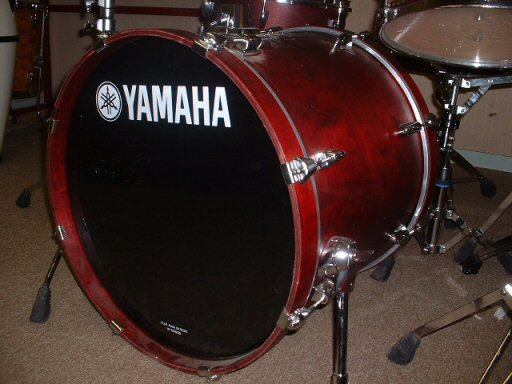
La cassa di una batteria

La grancassa, in inglese "bass drum" o anche "kick drum" (poiché, prima dell'invenzione del pedale per cassa, la grancassa veniva usata col piede e il termine inglese per calcio è kick), è il tamburo di dimensioni maggiori di un'orchestra sinfonica, di una banda musicale o di una batteria.
In quest'ultimo caso viene generalmente chiamata soltanto cassa.
Questo strumento appartiene alla famiglia dei tamburi, con un suono ad altezza indeterminata.

## Costruzione
È costruita in legno, con una forma cilindrica e cava. Alle sue estremità sono poste e tese grazie ai tiranti, due membrane che possono essere di pelle animale o materiale sintetico.
Il fusto è realizzato da quattro o più strati di legno con venature incrociate oppure a doghe verticali. Come per tutti i tamburi, i legni utilizzati sono di vari tipi, e il suono prodotto è influenzato dalle caratteristiche musicali del legno impiegato. Si usa l'acero per le proprietà che sostengono il volume alto, o la betulla per il bilanciamento delle frequenze insite nel timbro.
Da qualche anno le grancasse sono costruite senza i tradizionali fori per l'inserimento delle meccaniche. Oltre al foro per il fissaggio del reggi-tom, che appesantiva lo strumento con il peso dei tom-tom e smorzava le vibrazioni della grancassa, qualche costruttore ha realizzato un fissaggio per i puntali di vincolo della cassa che non grava sul fusto, bensì sulle meccaniche per la tensione dei tiranti. Con opportuni inserti in gomma, questo sistema libera ulteriormente la grancassa, massimizzandone la risonanza.
Si usa smorzarne il suono con l'ausilio di feltri, appositi cuscini in spugna o gommapiuma che attenuano la vibrazione della pelle e contrastano la forte propagazione del suono all'interno della cassa. La realizzazione di un foro sulla pelle di risonanza permette al microfono il posizionamento all'interno dello strumento, ma genera la diminuzione in risonanza delle pelli, abbreviandone la durata.

## Generi musicali
Suonata singolarmente, la grancassa è stata poi assemblata nel set base della batteria insieme a rullante (snare), tom, timpano (floor tom), piatti (cymbals) e charleston.
- Nella musica classica, pur essendo stata introdotta nell'organico dell'orchestra dalla seconda metà del Settecento, ha assunto un ruolo determinante tra le percussioni a partire dall'Ottocento, soprattutto verso la fine del secolo e nella musica operistica. Ricordiamo a tal proposito la grancassa solista nel "Dies irae" del Requiem di Giuseppe Verdi.
- Nella musica rock la grancassa svolge spesso funzione antagonista al rullante completandone la pulsazione ritmica. Essa suona sovente all'unisono con il basso elettrico, aumentandone la compattezza e arricchendo la fascia dei toni bassi. Il suo ruolo all'inizio dei brani, per dare corpo al suono dei piatti, è insostituibile. È sufficiente una leggera stoppatura della pelle e l'utilizzo di un battente per pedale in feltro per restituire un suono adatto a molti contesti musicali. Un foro presente sulla pelle risonante permette al microfono di percepire una discreta quantità di attacco, ma il suono non è arricchito da pesanti equalizzazioni o artifizi meccanici per snaturarne la risonanza. La dimensione più utilizzata è da 20" o 22".

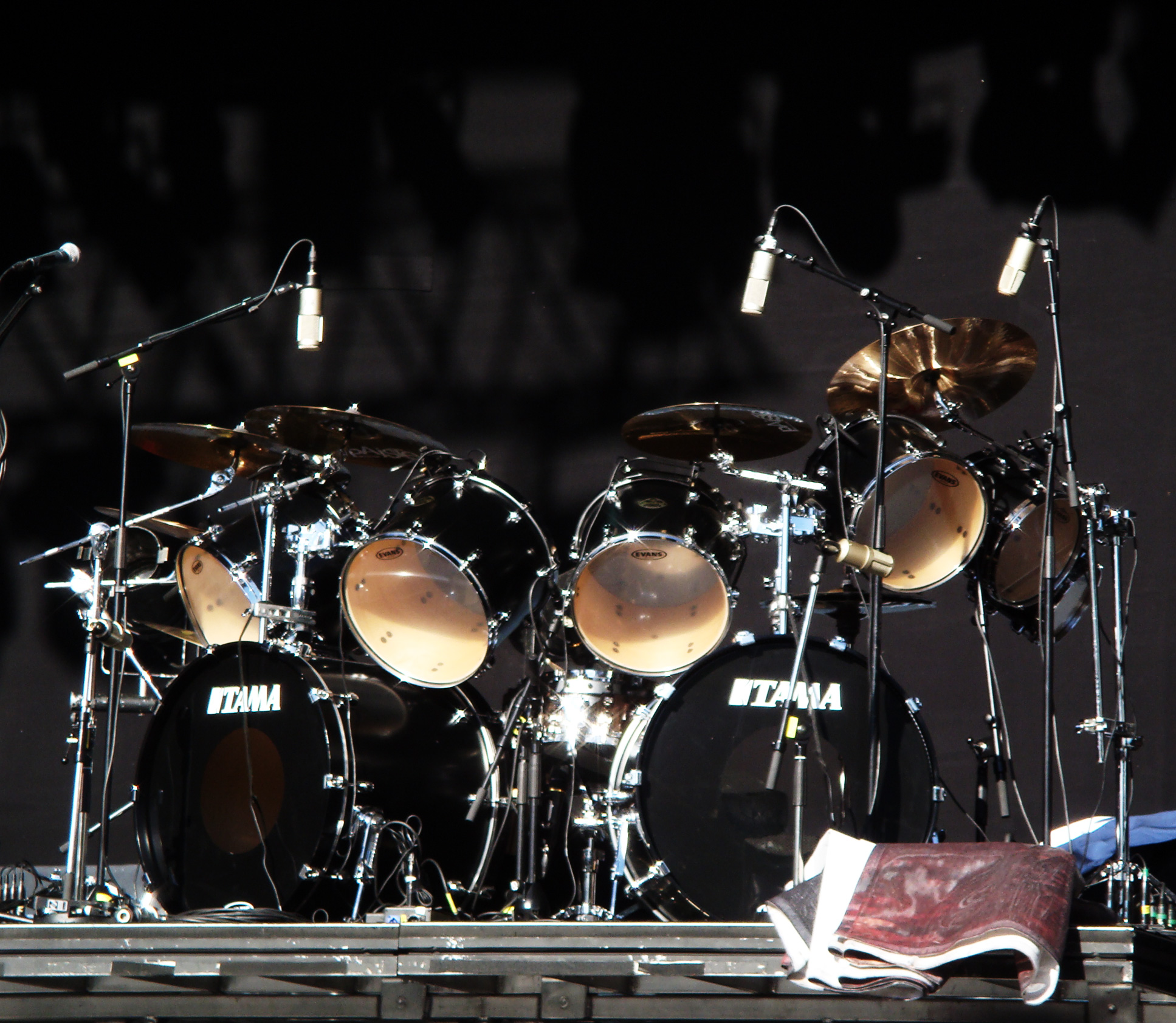
Batteria con doppia cassa

- Nell'heavy metal, viene spesso utilizzata con colpi continui ad alta velocità. In questo genere viene usato, da alcuni batteristi, il doppio pedale per colpire con i due piedi una sola cassa, mentre di largo uso è la doppia cassa; che, come dice la parola stessa, è caratterizzata dall'uso di due grancasse (double bass drum) a ciascuna delle quali viene attribuito un pedale. Quest'ultima è preferita, dalla maggioranza dei batteristi metal, al doppio pedale per la maggiore fluidità e pulizia sonora, oltre che per la sua versatilità, dato che si possono accordare entrambe le casse con tensioni diverse. Nei fill corre spesso in aiuto delle braccia, raddoppiando la velocità dei colpi ed aggiungendo al suono dei tom-tom la profondità del suo suono penetrante. Alcuni batteristi heavy metal applicano rudimenti come colpi doppi, paradiddle e flam anche sulla doppia cassa, creando groove e fill molto particolari. Un aspetto cruciale dello sviluppo della doppia cassa è rappresentato da velocità, omogeneità e coordinazione dei colpi; un crescente interesse verso questa tecnica ha dato vita a veri campionati di double bass-drums. La dimensione della cassa in questo genere è generosa, arrivando a 26" di diametro. Il suono viene smorzato, e si preferisce utilizzare battenti per il pedale di legno o di materiale plastico per via dell'attacco più pronunciato. Il microfono per registrazioni o sonorizzazioni di spettacoli viene arricchito di toni bassi e acuti per arricchirne profondità e presenza. Con queste caratteristiche, è facile che si riescano a percepire chiaramente tutti i colpi della cassa, anche ad alte velocità di esecuzione. Nei sottogeneri più estremi dell'heavy metal come il death e il black, le due casse vengono spesso provviste di trigger, per avere un suono più fluido e costante ad alte velocità.
- L'uso della doppia cassa si è affacciato anche nel genere fusion. Molti batteristi di questo genere (come quelli heavy metal) applicano i rudimenti sulle casse, ma il loro uso risulta più raffinato e meno incisivo rispetto al metal.
- Nel genere jazz la cassa contribuisce al comping, intessendo sofisticate strutture in relazione all'intensità del brano. Il suo suono in questo genere viene preferito libero da ogni smorzamento, quindi simile ad un tom di grandi dimensioni. La dimensione della cassa nel jazz diminuisce fino a 16", ma nelle big band è facile che essa guadagni importanza arrivando a dimensioni di 24". L'utilizzo della pelle sabbiata e del battente per pedale in feltro ne attenua gli armonici, così che il suo suono si uniformi al resto dei componenti della batteria creando con il rullante un ensemble sonoro molto piacevole e mai prevalente.